# Andy Knowles
Andy Knowles (ur. 30 czerwca 1981 roku w Bolton w Anglii) prawdziwe nazwisko Andy John Parker – brytyjski perkusista. Andy Knowles występuje wspólnie z grupą muzyczną A.K.A. i Franz Ferdinand podczas występów na żywo. Gra na perkusji, klawiszach i gitarze.